# Lengua de hielo

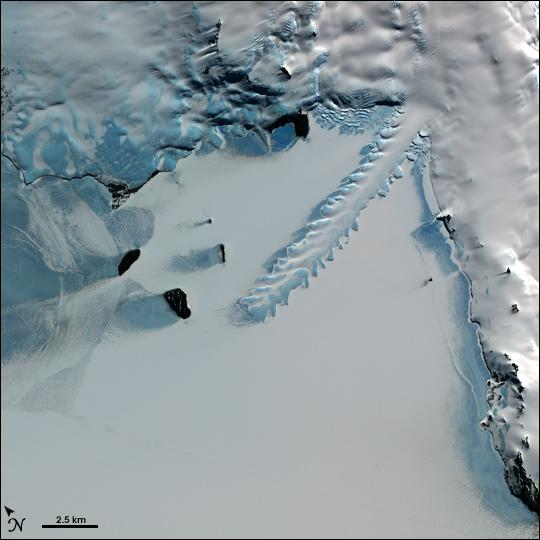
A Lengua de hielo Erebus, desprendiéndose del Glaciar Erebus de 3,800m (12467,2 ft). El Monte Erebus, Isla de Ross, Antártida. La lengua de hielo se está proyectando hacia el interior del Estrecho de McMurdo (congelada en esta imagen).

Una lengua de hielo es una fina y extensa capa de hielo que se proyecta hacia fuera de la línea costera. Se forman cuando un glaciar de valle se desplaza muy rápidamente hacia el interior del océano o de un lago.